# Àssim (nom)
Àssim són dos noms masculins àrabs (àrab: عاسم, ʿĀsim i عاصم, ʿĀṣim) que literalment signifiquen ‘que proveeix’, ‘que sosté’, el primer, i ‘defensor’, ‘guardià’, el segon. Si bé Àssim és la transcripció normativa en català del nom en àrab clàssic, també se'l pot trobar transcrit Asim,  'Asim, Assem... Aquest nom també el duen musulmans no arabòfons que l'han adaptat a les característiques fòniques i gràfiques de la seva llengua.
Vegeu aquí personatges i llocs que duen un d'aquests dos noms.